# Galectina-1

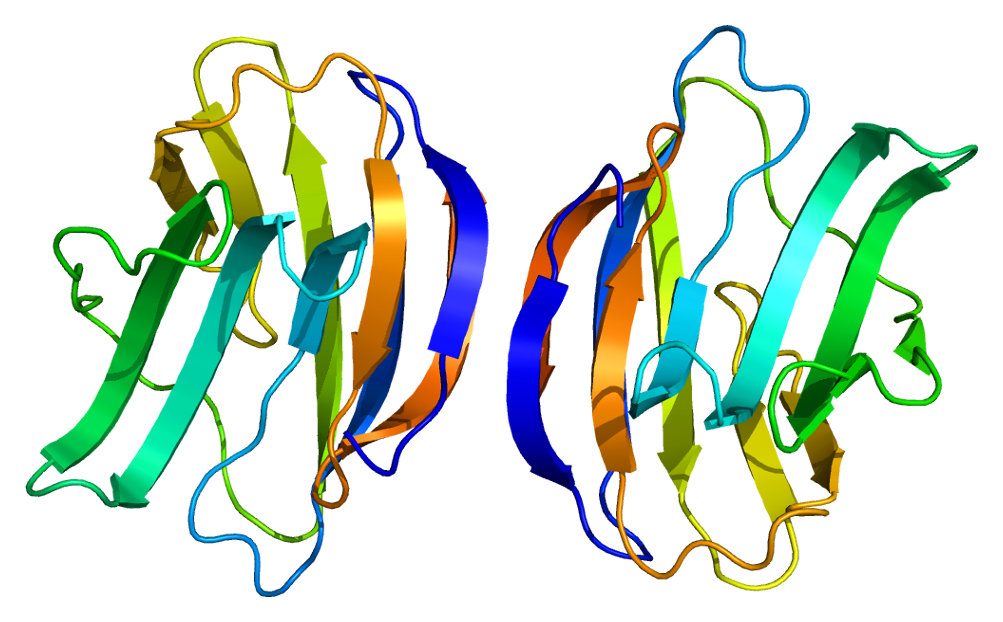
Gen LGALS1

Galectin-1 es una proteína que en los humanos está codificado por el gen LGALS1.
Tiene efectos en la modulación de las interacciones célula-célula y célula-matriz extracelular.

## Gen y proteína
LGALS1 contiene cuatro exones. La proteína galectina-1 tiene 135 aminoácidos de longitud. Pueda ser encontrado en el núcleo, el citoplasma, la superficie de célula y en el espacio intercelular. Las galectinas en general carecen de una secuencia de señal tradicional, pero aun así es secretada a través de la membrana plasmática. Esta secreción no tradicional requiere un sitio de unión al glicano funcional. La galectina 1 contiene un único dominio de reconocimiento de carbohidratos a través del cual puede unirse a glicanos tanto como monómero como homodímero. Los dímeros no se unen covalentemente y se disocian espontáneamente en bajas concentraciones. La Galectina-1 no se une a glicanos cuándo se encuentra oxidada. Teniendo 6 residuos de cisteína, el estado de oxidación tiene un efecto significativo en la estructura de la proteína. Se ha reportado que la forma oxidada tiene funciones alternativas no relacionadas con la unión con carbohidratos.

## Función
Las galectinas son una familia de proteínas de unión beta-galactósidas implicadas en la modulación de interacciones célula-célula y célula-matriz. La Galectina-1 puede actuar como un factor autocrino de crecimiento negativo que regula la proliferación celular. Ha sido mostrado que la expresión de la Galectina-1 en el linfoma de Hodgkin media la inmunosupresión de células-T CD8+.
Está vinculado al proceso inflamatorio en personas portadoras de VIH y algunas investigaciones han relacionado al Gal-1 con el proceso de activación de la latencia del virus.

## Interacciones
Se ha observado que LGALS1 interactúa con GEMIN4 HRAS.
La galectina-1 (Gal-1) es una proteína que se une a los carbohidratos y juega un papel importante en la regulación de procesos intracelulares y extracelulares, incluyendo la supervivencia celular, la inmunidad y la angiogénesis. Es codificada por el gen LGALS1.

## Funciones de la Galectina-1

### Supervivencia Celular
La Gal-1 puede promover la supervivencia celular, especialmente en condiciones de estrés o daño celular.

### Inmunidad
La Gal-1 puede modular la respuesta inmunitaria, tanto en la inmunidad innata como en la adaptativa.

### Angiogénesis
La Gal-1 puede participar en la formación de nuevos vasos sanguíneos, lo que puede ser relevante en la reparación tisular y en la progresión del cáncer.

## Interacciones Célula-Célula y Célula-Matriz Extracelular
La Gal-1 puede facilitar las interacciones entre células y entre células y la matriz extracelular, lo que puede ser importante para la organización de tejidos y la comunicación celular.

## Evasión Tumoral
En el contexto del cáncer, la Gal-1 ha sido identificada como un posible mecanismo de evasión tumoral, ayudando a las células cancerosas a escapar del sistema inmunitario, a formar nuevos vasos sanguíneos (angiogénesis) y a migrar para formar metástasis.

## Rol en la Enfermedad

### Cáncer
Gal-1 ha sido relacionada con el desarrollo y la progresión de varios tipos de cáncer, incluyendo el cáncer de mama, el cáncer de próstata y el cáncer de colon. Se ha propuesto como un posible blanco terapéutico para el tratamiento del cáncer.

### Enfermedades Autoinmunes
La Gal-1 también puede estar involucrada en la regulación de las respuestas inmunes y puede estar implicada en el desarrollo de enfermedades autoinmunes.

### Enfermedades Cardiovasculares
La Gal-1 ha sido asociada con el desarrollo de aterosclerosis y aneurismas aórticos abdominales. 
Enfermedades de la Sangre:
Se ha observado que la Gal-1 juega un papel en la mielofibrosis.

## Investigación y Desarrollo Terapéutico
La investigación sobre la Gal-1 ha llevado a la identificación de posibles estrategias terapéuticas basadas en el bloqueo de esta proteína o en su modulación selectiva. Se están desarrollando anticuerpos monoclonales y otros fármacos dirigidos a la Gal-1 para el tratamiento de diversas enfermedades.

### Resumen
La Galectina-1 es una proteína versátil con un papel importante en la salud y la enfermedad. Su estudio continúa ofreciendo nuevas oportunidades para el desarrollo de tratamientos innovadores.